# Valeria Creti
Pour les articles homonymes, voir Creti et Peretti.
Valeria Creti, née Peretti, est une actrice italienne du cinéma muet active dans les années 1910 et 1920.

## Biographie
Valeria Peretti a épousé Vasco Creti (dont la sœur était l'actrice Amelia Chellini) et tous deux sont devenus actifs dans la société de cinéma Reiter-Carini (Virginia Reiter (it), Luigi Carini (it)). Fin 1912, ils participent à l'expérience éphémère de Torino Films. L'année suivante, ils rejoignent Savoia Films où Valeria est la protagoniste des drames Miarka Romanè et Il carnefice (avec Mario Roncoroni (en)), et joue un rôle important dans Poveri Bimbi!,. En 1914, ils ont été parmi les premiers embauchés par Corona Films, où ils ont travaillé ensemble ou séparément jusqu'en 1916. Valeria Creti a joué dans de nombreux films de Giuseppe Giusti, y compris Il treno delle 12,35 (avec Roncoroni), Il ritorno del pirate, Il castell del ragno, La scure, Il promo comando, L'occhio di Diego Trism, Signori giurati et Il delitto dell'opera.

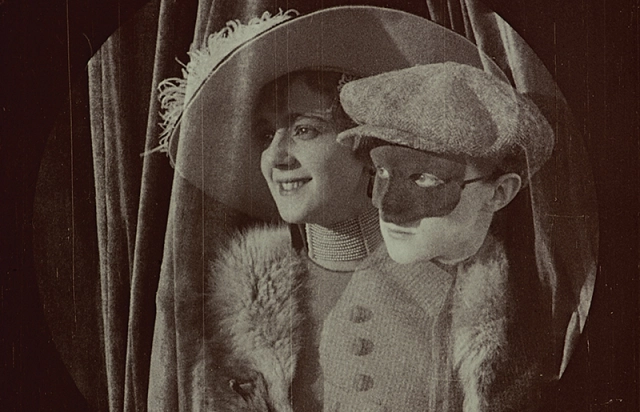
Valeria Creti dans Filibus (1915)

## Filmographie
- 1913 : Miarka Romané[6]
- 1913 : Il carnefice
- 1915 : Il delitto del lago
- 1915 : Il primo comando
- 1915 : La scure de Giuseppe Giusti
- 1915 : Filibus de Mario Roncoroni (en) (Filibus / Baronne de Troixmond / Comte de la Brive[7])[note 2]
- 1915 : Il castello del ragno[8]
- 1916 : Signori giurati… (Hélène de Brian[9])
- 1916 : La sorella del forzato de Mario Roncoroni
- 1916 : Il quadrifoglio rosso de Mario Roncoroni
- 1916 : Kappa, l'inafferrabile de Mario Roncoroni
- 1916 : Ferro di cavallo
- 1916 : Il radium vendicatore
- 1916 : I misteri dell'ambasciata
- 1917 : Il delitto dell'opera
- 1921 : Dita di fata de Nino Giannini
- 1921 : La douloureuse de Augusto Genina
- 1922 : Il fabbro del convento, de Vincenzo Denizot